# Гуго II де Сент-Омер
Гуго II де Сент-Омер (фр. Hugues II de Saint-Omer) (ок. 1155 — после 1204) — титулярный князь Галилеи.

## Биография
Родился не позднее 1159 г. Старший сын Готье де Фокамберга, шателена Сент-Омера (ум. 1174), и его второй жены княгини Галилеи Эскивы де Бюр.
Овдовев, Эскива де Бюр вышла замуж за графа Триполи Раймонда III, который от её имени стал управлять Галилеей.
Гуго II де Сент-Омер участвовал в крестоносных войнах и 20 июня 1179 года в битве при Марж Айине попал в плен к Саладину, о чём рассказывается в средневековой поэме. Был выкуплен матерью.
В 1187 году в битве при Хаттине крестоносцы потерпели сокрушительное поражение от Саладина, после чего тот захватил часть Иерусалимского королевства, в том числе Тибериаду — столицу Галилеи. Вскоре после этого Эскива де Бюр умерла, и Гуго II де Сент-Омер унаследовал княжеский титул. Вероятно, у него оставались какие-то владения.
Он был женат на Маргарите Ибелин, дочери Балиана II Ибелина, сеньора Наблуса и Рамлы, и его жены Марии Комнин. Детей у них не было.
В 1198 году Гуго II де Сент-Омер уступил титул князя Галилеи брату Раулю. В 1204 году после основания Латинской империи он уехал в Константинополь, где вскоре умер. Его вдова вышла замуж за Готье, коннетабля королевства Кипр.